# 开学第一课
《开学第一课》是中共中央宣傳部、中华人民共和国教育部、中央廣播電視總台联合制作的一档面对全國中小学生的电视專題节目，于每年全國秋季開學日（9月1日）前後向全國播放，该节目于2008年9月1日晚上在CCTV-2首次播出，2010年9月1日起转为CCTV-1在上午首播，CCTV-2在晚上重播，2013年9月1日起转为CCTV-1在晚上首播。
节目以班會形式進行，現場模拟学校课堂，邀请知名專家學者、社會名人、演藝明星、行业代表、道德模范等擔任嘉賓，与在場的學生和學生家長互动，节目的内容选取具「正能量」的人物及事件，以此对学生进行教育，特别是进行爱国主义、民族主義教育。2019年，中共中央宣傳部加入主办行列后，去除了节目中的明星娱乐元素。
从2008年起，中国教育部每年都会发出明文通知，要求全国中小学校应组织学生在9月1日按时收看“开学第一课”，并提倡家长一同观看。据《纽约时报》报道，2016年9月1日晚间，约有2亿中国大陆学生观看了中央电视台播放的《开学第一课》。一些学校会要求家长拍摄照片，以确保学生正按要求观看这一电视节目。一些老师也布置了看电视、写“观后感”作文的家庭作业，并把信息分享在社交媒体上。受节目启发，不少省市和学校纷纷举办类似的“开学第一课”活动。

## 节目主题
“开学第一课”每年的节目都会被赋予一个主题，以下是此节目往届的主题。
| 年份 | 主题                 | 主持                                     | 參與名人 | VCR出鏡 |
| ---- | -------------------- | ---------------------------------------- | --- | --- |
| 2008 | 知识守护生命         | 王小丫、李佳明、方瓊                     | 林妙可、中国国家举重队、于丹、田亮、羅雪娟、殷劍、楊凌、陈思诚、段奕宏、張國強、李晨、林浩、中国国家男子篮球队（姚明、王治郅、易建聯等）、高敏、熊汝霖、王啸坤、井柏然、付辛博； | 彭麗媛、宋祖英、郎朗 |
| 2009 | 我爱你，中国         | 王小丫、李佳明                           | 吳磊、于丹、李宇春、徐嬌、李連杰、S.H.E、蔣依依、俞敏洪、陳國坤、張湘祥、张译、陳思思、關曉彤、楊利偉、李谷一、林如                                                              | 彭麗媛、鄧亞萍、周濟 |
| 2010 | 我的梦，中国梦       | 王小丫、李佳明                           | 李連杰、佟健、龐清、王心凌、馬雲、房祖名、大小姐、李中華、韓庚、張子楓、章子怡                                                                                                   | 袁隆平、魏敏芝（《一個都不能少》女主角）、邰麗華、欧阳自远、余秋雨                                                                                        |
| 2011 | 幸福在哪里           | 王小丫、撒贝宁、董卿                     | 林妙可、李煒、新七小福、小小彬、張譯、林宥嘉、成龍、鄧亞萍、盧勤、張怡筠、于丹、陳楚生、郎朗、楊利偉                                                                             | 李娜 |
| 2012 | 美在你身邊           | 王小丫、撒贝宁、歐陽夏丹                 | 韓庚、小小彬、劉洋、玖月奇迹、陳翔、林妙可、焦劉洋、葉詩文、劉大成、徐莉佳、常石磊、于丹、中國男子體操隊、譚晶                                                                   | 姚明、韓美林 |
| 2013 | 乘着梦想的翅膀       | 王小丫、撒贝宁、方瓊                     | 周筆暢、王亚平、迷你彬、譚維維、章子怡、鳳凰傳奇、黃綺珊、郎朗、蕭煌奇、楊培安                                                                                                   | 周星馳 |
| 2014 | 父母教會我           | 撒贝宁                                   | TFBOYS、張泉靈、鄭淵潔、王錚亮、何炅、秦勇（黑豹樂隊前主唱）、吉克雋逸、王小丫、容祖兒、粘立人父子、吳莫愁                                                                       | |
| 2015 | 英雄不朽             | 王小丫、撒贝宁、何炅、董卿               | 黃子韜、马天宇、TFBOYS、鳳凰傳奇、譚維維、秦怡、戴玉強、魏松、莫華倫、李雲迪 | |
| 2016 | 先辈的旗帜           | 撒贝宁、何炅、董卿                       | TFBOYS、侯勇、鳳凰傳奇、蔡國慶、平安、王亞平、李谷一 | |
| 2017 | 中华骄傲             | 撒贝宁、董卿                             | 吳磊、王寧、任嘉倫、吳京、柯潔、郎朗、許淵沖、王珮瑜、吉克雋逸 | |
| 2018 | 创造向未来           | 撒贝宁、何炅                             | 王鶴棣、官鴻、梁靖康、吳希澤、解海龍、俞敏洪、吳光輝、王源、薛其坤、張傑 | 成龍、蘇明娟（「希望工程照片女主角」） |
| 2019 | 五星紅旗，我為你自豪 | 撒贝宁、董卿                             | 无 | |
| 2020 | 少年强，中国强       | 撒贝宁、康辉、尼格买提、朱广权           | 钟南山、张伯礼、张定宇、陈薇、张文宏、吴尊友、毛青 | |
| 2021 | 理想照亮未来         | 撒贝宁、康辉                             | 张桂梅、李宏塔、杨利伟、巩立姣、杨倩、雷佳、侯京健、王凯、王绘春 | 聂海胜、刘伯明、汤洪波、苏炳添、陈芋汐、张家齐、肖若腾、孙颖莎、王书茂、王兰花、艾爱国、石光银、廷·巴特尔、吴天一、黄大发、崔道植、魏德友、邱海波、张忠德 |
| 2022 | 奋斗成就梦想         | 撒贝宁、龙洋、舒冬、王嘉宁               | 徐梦桃、谢华安、王巍、姚檀栋、孙鸿烈、钱七虎、杜富国、周建平 | 王亚平、陈冬、刘洋、蔡旭哲 |
| 2023 | 强国复兴有我         | 撒贝宁、龙洋、舒冬、王嘉宁、冯硕、张舒越 | 无 | |
| 2024 | 可爱的中国           | 撒贝宁、龙洋                             | 无 | |
| 2025 | 胜利与和平           | 撒贝宁、龙洋、马凡舒                     | 方力申、张可盈、伦子萱、杜卡妮、徐书元、王心妤、张倩僮、田觅蜜 | |

## 主題曲
《開學第一課》主題曲為《第一課》，由王平久作詞，常石磊作曲，首次出現是在2011年結束時由林宥嘉、李煒、黃嘉琪（豆豆）首唱，其後在每年《開學第一課》開場時邀請年輕歌手演唱不同版本。2016《開學第一課》在原主題曲《第一課》旋律基礎上重新改編填詞，由TFBOYS首唱，2017年以後演唱的主題曲則沿用2016新改編的版本。2019年后取消了演唱主題曲的環節。
- 2011年：《第一課》（林宥嘉、李煒、黃嘉琪（豆豆））
- 2012年：《第一課》（韓庚）
- 2013年：《第一課》（周筆暢）
- 2014年：《第一課》（TFBOYS）
- 2015年：《第一課》（黃子韜）
- 2016年：《開學第一課》（TFBOYS）
- 2017年：《第一課》（吳磊）
- 2018年：《開學第一課》（王鶴棣、官鴻、梁靖康、吳希澤）

## 争议

### 2016年节目争议
北京历史学者章立凡对《纽约时报》表示：“目的还是洗脑”、“他们把失败后撤退的故事变成了一种精神。其实，长征开始的时候根本没什么目标。”

### 2018年节目争议
2018年9月1日，根据教育部要求，央视一套将于当日20:00播出《开学第一课》。然而多数观众发现，央视一套并未按时播出节目，而是先播出长达十余分钟的广告，引发家长不满，有观众戏称为《广告第一课》。对此，央视在翌日就此事件发文，向观众表示歉意。

### 2019年节目争议
该届女主持董卿在节目中教育孩子要爱国，但是自己却在赴美游学期间生下儿子并加入美国国籍，此事在网上引起争论，董卿被狠批，“爱国是工作，赴美是生活”。这种表里不一的形式主义爱国也被讽刺为“董卿式爱国”。

## 收视率
| 中国 中央电视台综合频道 首播收视率 |                    |          |          |          |           |           |           |
| 首播日期                           | 实际首播时间段     | CSM52/59 | CSM52/59 | CSM52/59 | CSM全国网 | CSM全国网 | CSM全国网 |
| 首播日期                           | 实际首播时间段     | 收视率   | 市场份额 | 排名     | 收视率    | 市场份额  | 排名      |
| 2016年9月1日                       | 20:03:07－21:33:08 | 2.816    | 8.12     | 1        | 2.93      | 8.85      | 1         |
| 2017年9月1日                       | 20:59:53－22:32:59 | 4.998    | 17.333   | 1        | 4.47      | 17.15     | 1         |
| 2018年9月1日                       | 20:13:06－21:48:01 | 4.823    | 16.048   | 1        | 5.2       | 17.2      | 1         |
| 2019年9月1日                       | 20:00:02－21:30:02 | 5.617    | 18.149   | 1        | 5.18      | 19.12     | 1         |

1. 数据由广视索福瑞提供，调查范围为四岁以上之观众。
2. 以上收视排名包括央视在内。
3. 自2019年1月1日起，城市组新增丹东、蚌埠、泸州测量仪数据，CSM52变更为CSM55；2019年7月1日起，城市组新增秦皇岛、南充、岳阳、金华测量仪数据，CSM55变更为CSM59
4. 数据来源：卫视这些事儿、TV未知数